# Glatte Grasschnecke

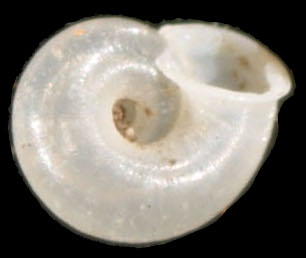
Blick von unten in den Nabel und die Mündung

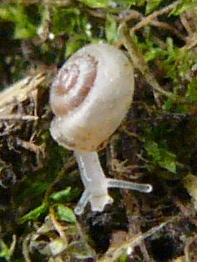
Lebendes Tier

Die Glatte Grasschnecke (Vallonia pulchella) ist eine auf dem Land lebende Schneckenart aus der Familie der Grasschnecken (Valloniidae); die Familie gehört zur Unterordnung der Landlungenschnecken (Stylommatophora).

## Merkmale
Das dick scheibenförmige Gehäuse ist 1 bis 1,5 mm hoch und 2 bis 2,75 mm (2 bis 2,5 mm) breit. Es hat 2 3/4 bis 3 3/8 gut gewölbte, aber nicht geschulterte Umgänge, die regelmäßig zunehmen. Das Gewinde hebt sich nur wenig aus der Gehäuseebene. Das Embryonalgehäuse nimmt etwa 1 1/8 Windung ein. Die Umgänge sind an der Peripherie mäßig gewölbt, und umgreifen sich im Querschnitt gesehen stark. Die letzte Windung kann zur Mündung hin leicht ansteigend oder auch leicht abfallend. Das Embryonalgehäuse zeigt eine feine Chagrinierung. Der Teleoconch weist dagegen nur unregelmäßige Anwachsstreifen auf.  Der Nabel ist tief und schüsselförmig.
Die Mündungsebene ist mit etwa 30° gegen die Gehäuseachse schief gestellt. Die Mündung ist annähernd rundlich, die Ansatzstellen des Mundsaums an die vorige Windung liegen weit auseinander. Die sind durch einen flachbogig zur Mündung hin eingebuchteten Kallus miteinander verbunden. Der Mundsaum ist etwa im rechten Winkel nach außen gebogen und bildet eine breite Krempe. Innen ist der Mundraum mit einer dicken, weißen Lippe verdickt. Sie tritt sogar über die Mündungsebene vor.
Das (frische) Gehäuse ist schwach durchscheinend mit milchig-weißer Trübung, oft aber auch klar und durchsichtig. Die scheint als ringförmiger, opak-weißer Steifen durch. Die Oberfläche ist glänzend, die Farbe ist gelblich-weiß bis gelblich-grau.
Der Weichkörper ist milchigweiß. Der Fuß ist am Hinterende auffallend gerundet. Die Tentakel sind vergleichsweise kurz. Im zwittrigen Geschlechtsapparat sind bei den meisten Exemplare in einer Population die männlichen Ausführgänge reduziert („aphallisch“). Nur wenige Exemplare haben die männlichen Ausführgänge noch und können noch kopulieren. Der Samenleiter (Vas deferens) zweigt sehr weit unten vom Eisamenleiter (Spermovidukt) ab. Er ist vergleichsweise sehr kurz und mündet in einen kurzen, aufgeblähten Epiphallus. Der eigentliche Penis ist sehr kurz, etwa so lang wie der Epiphallus. Am Übergang Epiphallus/Penis setzt ein sehr langer Penisanhang an, der im Wesentlichen aus drei Abschnitten besteht: einem dicken, stark aufgeblähten, knapp die Hälfte der Länge einnehmenden, durch einen Einschnürung vom Penis abgesetzten Basalteil, einem kurzen, dünnen Mittelteil und einem keulenförmigen Endteil. Der Retraktormuskel teilt sich in zwei Stränge und setzt an Penis und Epiphallus, dicht am Übergang Penis/Epiphallus an. Im weiblichen Trakt sind der freie Eileiter und die Vagina recht kurz und annähernd gleich lang. Der Stiel der Spermathek ist vergleichsweise sehr kurz und die Blase klein.

### Ähnliche Arten
Das Gehäuse der Glatten Grasschnecke (Vallonia pulchella) ist deutlich kleiner als das der Großen Grasschnecke (Vallonia declivis). Bei der Glatten Grasschnecke  ist der Mundsaum viel stärker umgeschlagen.

## Geographische Verbreitung und Lebensraum
Die Glatte Grasschnecke hat eine holarktische Verbreitung. Im Westen reicht es bis auf die Kanarischen Inseln, Madeira und die Azoren. In Nordeuropa kommt sie bis auf bis 71° N vor. Im Süden reicht das Areal bis Nordafrika, den Nahen Osten, Iran, Afghanistan und Kaschmir. Das Verbreitungsgebiet hat sich durch anthropogene Verschleppung stark vergrößert. Sie kommt heute auch auf Island, den Kapverdischen Inseln, Australien, Neuseeland, China, Südafrika, Madagaskar, Mauritius, Bermuda, Argentinien, Brasilien, Uruguay, Peru und Guatemala vor (und wahrscheinlich noch in anderen Ländern).
Die Glatte Grasschnecke bevorzugt offene, feuchte Wiesen und Sumpfgebiete auf kalkhaltigen Untergrund in der Nähe von Fließgewässern, seltener auch auf Trockenrasen oder Geröll, aber nicht im Wald. In der Schweiz steigt sie bis auf 2000 m an. Aufgrund der Affinität zu feuchteren Wiesen in der Nähe von Fließgewässern kann man leere Gehäuse oft in größerer Zahl in Flussgenisten finden.

## Lebensweise
Die Tiere vermehren sich überwiegend durch Selbstbefruchtung; Kopulationen sind selten. Sie legen etwa 20 Eier einzeln in die Erde oder kleine Erdspalten ab. Unter optimalen Bedingungen wird jeden Tag ein Ei abgelegt. Es können jedoch auch mehrere Tage dazwischen liegen. Die Eier haben einen Durchmesser von 0,7 bis 0,8 mm. Unter kontrollierten Bedingungen (21–22 °C) dauert die Entwicklung bis zum Schlüpfen der Jungtiere etwa 12 Tage. In der Natur schlüpften die Jungtiere nach 15 bis 20 Tagen (nach Beobachtungen in Österreich und Frankreich). Die Endgröße mit der Ausbildung der Mündung wird bereits nach zwei Monaten erreicht. Bereits eine Woche nach Erreichen der Adultgröße beginnen die Tiere mit der Eilage. Am Ende der Eiablageperiode, die sich über mehr als einen Monat hinziehen kann, sterben die Tiere ab. Es werden wahrscheinlich zwei Generationen im Jahr gebildet. Im Winter legen die Tiere eine Winterruhe ein. In Frankreich legte die zweite Generation im Juli bis September die Eier ab. Die Tiere überwintern als Juvenile und erreichen im Frühjahr die Geschlechtsreife.

## Taxonomie
Das Taxon wurde 1774 von Otto Friedrich Müller als Helix pulchella erstbeschrieben. Die Glatte Grasschnecke (Vallonia pulchella) ist de facto die typische Art der Gattung Vallonia, die formale Typusart Vallonia rosalia Risso, 1826 ein jüngeres Synonym von Vallonia pulchella Müller, 1774 ist. Die Art ist heute allgemein anerkannt.

## Gefährdung
Die Glatte Grasschnecke ist in Deutschland nicht gefährdet.

## Belege

### Online
- AnimalBase: Vallonia pulchella (Müller, 1774)